# Txelovek s kinoaparàtom
Txelovek s kinoaparàtom (rus: Челове́к с киноаппара́том; literalment, en català, "L'home amb la càmera") és un documental mut i experimental, amb absència d'actors i sense una clara línia argumental filmat pel director rus Dziga Vértov l'any 1929. El film va ser editat per Ielizaveta Svílova (la parella del cineasta rus), que va contribuir a ordenar els diversos fragments que componen la cinta, eliminant-ne i afegint-ne de nous.
El film ha passat sobretot a formar part de la història del cinema per les múltiples i innovadores tècniques cinematogràfiques que Vertov va utilitzar, inventar i desenvolupar. Per exemple l'exposició múltiple, les seqüències accelerades (time-lapse), la càmera lenta, la congelació d'imatges, els jump-cut, la divisió de la pantalla, els angles oblics, els primers plans, el travelling, l'stop-motion i encara d'altres diversos enfocaments de càmera.

## Argument
Des de l'alba i fins a la posta de sol, el film descriu el transcurs d'un casual dia en una ciutat russa: el despertar dels primers obrers i les seves jornades laborals en fàbriques, ciutadans practicant diverses activitats esportives i del món del lleure i, en general, una nova i postrevolucionària societat russa que interacciona i es confronta amb les noves maquinàries que caracteritzen la vida moderna. Al llarg del film, un reporter proveït d'una càmera acompanya l'espectador i fa de fil conductor entre les diverses i independents escenes qüotidianes de les quals consta l'experimental documental.

## La pel·lícula
- Txelovek s kinoaparàtom.